# Bactrocera andamanensis
Bactrocera andamanensis är en tvåvingeart som först beskrevs av Kapoor 1971.  Bactrocera andamanensis ingår i släktet Bactrocera och familjen borrflugor. Inga underarter finns listade.